# Iron City (Tennessee)
Pour les articles homonymes, voir Iron City.
Iron City est une ancienne municipalité américaine située dans le comté de Lawrence au Tennessee.
La localité est fondée en 1886, lorsque le chemin de fer atteint les mines de fer (en anglais : iron mines) de la région. Iron City devient une municipalité l'année suivante. Selon le recensement de 2010, Iron City compte 328 habitants. La municipalité s'étend alors sur une superficie de 0,93 mille carré (2,41 km2), dont une petite partie dans le comté voisin de Wayne : 0,02 mille carré (0,05 km2) et 6 habitants.
En mai 2010, 62 % des électeurs d'Iron City votent en faveur de la « désincorporation » de la municipalité. Iron City avait déjà perdu son statut de municipalité entre 1901 et 1962. Elle est depuis considérée par le Bureau du recensement des États-Unis comme une census-designated place, uniquement située dans le comté de Lawrence.